# Jeux de la Commission de la jeunesse et des sports de l'océan Indien 2001
Navigation
Jeux 1999 Jeux 2004
Les Jeux de la Commission de la jeunesse et des sports de l'océan Indien 2001, troisième édition des Jeux de la Commission de la jeunesse et des sports de l'océan Indien, ont eu lieu du 11 août 2001 au 16 août 2001 à Madagascar.